# Лесные пожары в Чернобыльской зоне (2020)
Лесные пожары начались 4 апреля в Чернобыльской зоне отчуждения на территории Котовского лесничества между посёлком городского типа Полесское, сёлами Тарасы и Владимировка, а затем и в Житомирской области Украины. Масштабный лесной пожар в Чернобыльской зоне удалось потушить за 10 суток, однако 16 апреля из-за сильного ветра снова возник открытый огонь. К тушению были привлечены более 500 человек и более 120 единиц техники.
В течение первой недели пожар охватил территории Корогодского, Котовского и Денисовецкого лесничеств. Пожар нанёс ущерб фауне, флоре и экологии. Огнём уничтожена часть лесов, кладбище, территории бывших деревень: Лелев (и база отдыха «Изумрудный» вблизи него), Копачи, Полесское, Грезля, Рудня-Грезлянская, Ковшиловка, Варовичи, Буда-Варовичи, Мартыновичи, Чистогаловка. Сгорела территория военного городка Чернобыль-2, пострадал город Чернобыль. Пожар не достиг ЧАЭС.
По состоянию на 17 апреля 2020 года предварительная оценка площади пожаров составляла около 11 500 га.
Полностью все пожары были ликвидированы к середине мая.

## Хронология событий

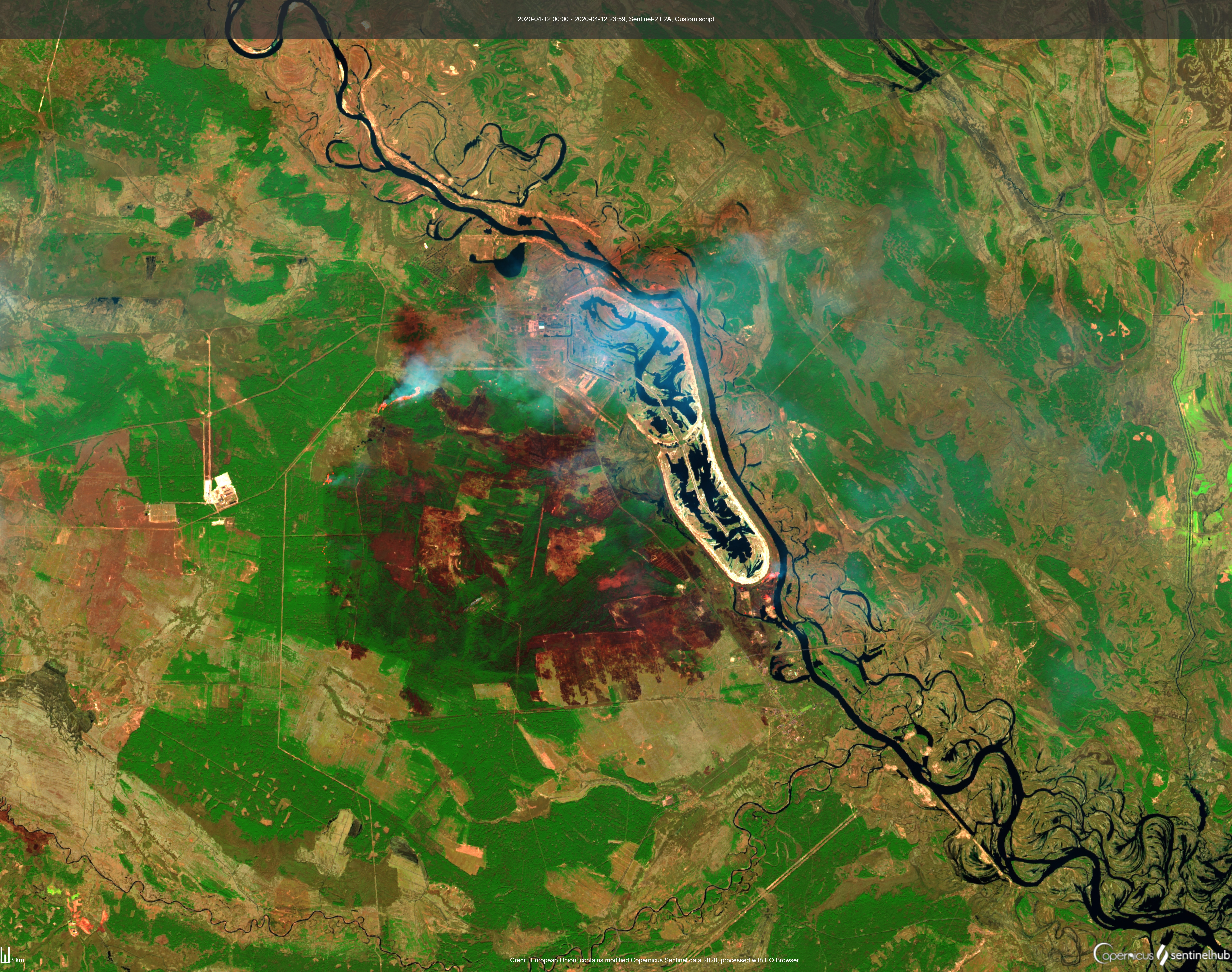
Космическое изображение масштабов распространения пожара в Чернобыльской зоне, 12 апреля 2020 года

Пожар начался на западном Чернобыльском радиоактивном следе на границе населённого пункта Народичи и поймы реки Уж ориентировочно около 16—17:00 3 апреля 2020 года, на фоне распространения COVID-19. В первый же день огонь распространился на площади более 20 гектаров. Ветер усиливал интенсивность горения и 4 апреля пожар охватил лес территорией в 20 гектаров в зоне отчуждения возле села Владимировка на территории Котовского лесничества. Для пожаротушения были привлечены пожарные машины и авиация, к ликвидации были привлечены 362 человека и 89 единиц техники, среди которой самолёты и вертолёты. Тушение осложнялось повышенным радиационным фоном. За неделю совершено 280 вылетов и сброшено около 1500 тонн воды. С первого же дня работала авиация.
5 апреля площадь пожара оценивалась в 100 гектаров леса.
6 апреля полиция установила злоумышленника, 27-летнего жителя села Раговка, по вине которого огнём уничтожено 5 гектаров Котовского лесничества на территории зоны отчуждения.
7 апреля пожар травяного настила и лесной подстилки распространялся между пгт Полесское и селом Владимировка (10, 16 квартал) на площади около 6,5 гектаров и вблизи села Рудня-Осошня (58, 77, 79 квартал) на площади около 4 га. 6—7 апреля на помощь выехали 25 человек личного состава и 5 пожарных автоцистерн повышенной проходимости Ровенского гарнизона службы спасения, а также 21 спасатель из Полтавы и из Лубнов.
9 апреля продолжалось тушение тления травяного настила отдельными очагами на территории Денисовецкого, Котовского и Корогодского лесничеств. По состоянию на 8 апреля площадь пожаров оценена в 3500 гектаров.
11 апреля пожар нанёс ущерб на десятки миллионов гривен, огонь прошёл 3,5 тыс. гектаров земли.
13 апреля огонь прошёл станцию Янов и достиг Припяти. В этот день огонь был зафиксирован в 2 км от хранилища радиоактивных отходов Подлесный. Продолжалось тушение пожара в Корогодском и Денисовецком лесничествах. Пожар в Котовском лесничестве был полностью ликвидирован. Основные очаги пожаров — вблизи сёл Новый Мир, Старая Рудня, Кливин и Чистогаловка. Около села Чистогаловка из-за порывов ветра огонь перекинулся через автодорогу, достигнув железнодорожной станции Янов.
В этот же день возник третий очаг пожара. Полицейские установили, что к нему был причастен 37-летний житель Иванковского района. Мужчина сжигал мусор дома, а остатки тлеющего костра вывез за село и высыпал в сухую траву. Вечером на Киевщине, за зоной отчуждения, пошёл дождь.
14 апреля выявлены новые возгорания в селе Кривая Гора Паришевского лесничества и в районе станции Янов Лубянского лесничества. Продолжились ликвидации отдельных очагов тления лесной подстилки вблизи сёл Чистогаловка и Лелев на территории Корогодского лесничества. Отдельные зоны возгорания фиксировались в Денисовецком, Котовском, Корогодском, Паришевском и Лубянском лесничествах. По данным Службы по чрезвычайным ситуациям, по состоянию на этот день инженерной техникой было создано 110 км минерализованных полос. Всего на территории зоны отчуждения привлечено 500 человек и 110 единиц техники, в том числе 3 самолёта и 3 вертолёта. По оценкам туроператоров в Чернобыльской зоне было уничтожено огнём 30 % туристических объектов. В тот же день пожар удалось потушить.
15—16 апреля продолжилось тление пней и древесины. Вечером 16 апреля пожар возобновился, появился открытый огонь. Причиной этому послужил сильный ветер. Основные очаги тления находились в районе сёл Новый Мир, Кливин, Весеннее, Ольшанка, Красное и Бовище. В районе села Корогод появились новые очаги пожара вдоль линии электропередач. Смог от пожаров отнесло более чем на 75 км от очагов возгорания.
17 апреля продолжалось тушение очагов тления в Корогодском, Дитятковском, Паришевском и Денисовецком лесничествах.
Помощь в ликвидации лесных пожаров на территории зоны отчуждения предложили Великобритания и Германия.
18 апреля продолжалось тушение пожаров на территории Корогодского, Лубянского, Паришевского, Дитятковского и Денисовецкого лесничеств.
21 апреля несколько очагов огня оставались непотушенными. Так, в Чернобыльской зоне пожара продолжались на территории Корогодского, Лубянского, Паришевского, Дитятковского и Денисовецкого лесничеств. Наибольшие усилия пожарных были направлены на тушение трёх очагов вблизи сёл Рассоха, Кривая Гора, Рудьки и Буряковка. На Житомирщине пожар продолжался на территории Овручского лесхоза и вблизи сёл Желудевка, Журба и на территории Словечанского лесхоза.
23 апреля спасатели создали 800 км минерализованных противопожарных полос и продолжали локализацию трёх очагов тления. В зоне отчуждения продолжали гореть торфяники.
24 апреля продолжалась локализация 2 очагов тления пней, остатков древесины (сёла Кривая Гора и Рудьки — Буряковка) и торфяников в очагах, пройденных огнём.
По состоянию на 3 мая пожарные продолжали тушить лесную подстилку, пни и древесину в отдельных местах бывших пожаров в Киевской и Житомирской областях.
13 мая Президент Украины Владимир Зеленский заявил о ликвидации всех пожаров в зоне отчуждения Чернобыльской АЭС.

## Загрязнение воздуха

Уровни загрязнения изотопом цезия-137 по состоянию на 1996 год

По данным Госслужбы по чрезвычайным ситуациям радиационный фон в Киеве и области по состоянию на 13 апреля был в норме, а повышение уровня фиксировали только в очаге огня.
Информация о прогнозных расчётов движения потенциально загрязнённых воздушных масс обнародовала Государственная инспекция ядерного регулирования Украины. С 6 апреля 2020 года Государственный центр по ядерной и радиационной безопасности информировал о состоянии радиологических последствий пожаров в природных экосистемах зоны отчуждения и зоны безусловного отселения. Государственное агентство Украины по управлению зоной отчуждения обнародовала ситуационную картосхему пожаров и моделирования распространения облака от пожаров.
17 апреля загрязнённый воздух из Киевщины зафиксировали в Черкасской, Полтавской и Днепропетровской областях, по данным Гидрометцентра, концентрация вредных веществ в воздухе при этом снижалась.

## Причины и расследования
Среди возможных причин пожара сначала были названы действия сталкеров. Среди основных причин, рассматривающихся следствием:
- огонь дошёл до зоны отчуждения с Житомирской области со стороны Древлянского заповедника;
- замыкания с искрой на линиях электропередач, от которых загорелась сухая трава;
- умышленные поджоги (зафиксированы очаги пожара, которые были далеко друг от друга)[41].

По данным Госслужбы по чрезвычайным ситуациям, причиной одного из пожаров в Чернобыльской зоне стал умышленный поджог сухой травы жителем близлежащего к зоне отчуждения села Раговка.
14 апреля был задержан 37-летний мужчина, который по данным полиции причастен к пожару. По данным следствия, сжигал мусор, далее остатки тлеющего костра тележкой вывез за село и высыпал в сухую траву, которая впоследствии загорелась.
По другим данным полиции, 27-летний гражданин признался, что трижды поджигал сухую траву для забавы, а когда огонь ветром опрокинуло дальше, не смог его затушить. Быстрому распространению пожара способствовала пересохшая земля и обилие сухостоя, поваленных деревьев в лесу, ведь лесохозяйственная деятельность в зонах отчуждения и безусловного (обязательного) отселения запрещена законом .
16 апреля полицейские задержали другого подозреваемого, жителя села Старые Соколы. По данным полиции, 37-летний мужчина жёг мусор, что стало причиной возгорания на территории зоны отчуждения 13 апреля.